# Turbo Delphi
Turbo Delphi es un entorno de desarrollo integrado (IDE) creado por Borland y pensado para hacer la programación fácil y amena para aficionados. Este programa le permite a uno usar el lenguaje de programación Delphi, el cual es un dialecto moderno de Pascal.
Turbo Delphi fue anunciado el 8 de agosto de 2006 y está disponible para descargarse desde el 5 de septiembre de 2006.
Existen dos versiones de Turbo Delphi, una que genera aplicaciones Win32 nativas (Turbo Delphi para Windows), y otra que genera aplicaciones usando el entorno.NET (Turbo Delphi for .NET). Cada versión viene en dos ediciones, un edición libre llamada Explorer y una edición de pago, llamada Professional levemente más avanzada. la edición Professional cuenta con la ventaja de que permite la extensión y personalización de la aplicación del entorno integrado de desarrollo.
Además de Turbo Delphi, Borland también lanzó versiones libres de Turbo C++ y Turbo C#. 
Borland Delphi 2006 es un paquete de desarrollo profesional que contiene múltiples lenguajes de programación, incluyendo C++, Delphi, C# y ensamblador.
Las versiones "Turbo" de Delphi, cbuilder -así como las restantes- ya no están disponibles para su descarga y están descontinuadas.